# Never Gone
Never Gone es el quinto álbum de estudio que marca el regreso por del grupo vocal estadounidense #BackstreetBoys. Originalmente para ser lanzado en 2004, la fecha de lanzamiento fue aplazada al 14 de junio de 2005 por razones desconocidas. El álbum varía musicalmente de sus álbumes anteriores, con un sonido pop rock. A diferencia de sus álbumes anteriores, el álbum presentó sólo instrumentos en vivo.
El primer sencillo del álbum es "Incomplete", y es seguido por "Just Want You to Know". El tercer sencillo mundial es "I Still...". Otras canciones son "Weird World", "Beautiful Woman", y "Climbing The Walls". Never Gone ha sido certificado platino en los EE. UU. Vendió 293 000 copias durante su primera semana, y debutó en el número tres en Billboard 200. En Japón, vendió 528 000 copias y fue el segundo mayor álbum de músico occidental de 2005.
Never Gone fue lanzado como DualDisc. El DualDisco muestra el vídeo musical "Incomplete" y un documental corto mostrando haciendo el vídeo. También fue lanzado en una edición CD y DVD.
Este fue el último álbum en que Kevin Richardson colaboró, ya que dejó la banda para perseguir otros intereses tras la conclusión de su gira mundial.
The Never Gone Tour comenzó pronto después del lanzamiento del álbum.
El 20 de diciembre de 2005, lanzaron Never Gone "The Videos", que incluía imágenes detrás de escenas de "Incomplete" y el vídeo, junto con "Just Want You To Know" (detrás de escenas, el vídeo original, y la versión Sphyntker), y su nuevo sencillo "I Still...", incluía comentarios de los Backstreet Boys en el set del vídeo.
El DVD también incluye una presentación de diapositivas con la música de "Just Want You To Know" y una entrevista en Alemania sobre su próxima gira.

## Recepción
La respuesta crítica inicial a Never Gone fue sorprendentemente negativa debido al cambio de estilo pop de la banda. En Metacritic, que asigna una calificación de 100 a comentarios de la prensa convencional, el álbum recibió una puntuación media de 40, basada en 7 comentarios.

## Lista de canciones
- Edición estándar

| Never Gone |                                                     |                                                                     |          |  |
| N.º        | Título                                              | Escritor(es)                                                        | Duración |  |
| 1.         | «Incomplete»                                        | Dan Muckala, Jess Cates, Lindy Robbins                              | 3:59     |  |
| 2.         | «Just Want You to Know»                             | Max Martin, Lukasz Gottwald                                         | 3:51     |  |
| 3.         | «Crawling Back to You»                              | Chris Farren, Blair Daly                                            | 3:44     |  |
| 4.         | «Weird World»                                       | John Ondrasik                                                       | 4:12     |  |
| 5.         | «I Still...»                                        | Martin, Rami                                                        | 3:49     |  |
| 6.         | «Poster Girl»                                       | Billy Mann, Rasmus Bahncke, René Tromborg                           | 3:56     |  |
| 7.         | «Lose It All»                                       | Wally Gagel, Shelly Peiken, Alexander Barry                         | 4:04     |  |
| 8.         | «Climbing The Walls»                                | Martin, Gottwald                                                    | 3:43     |  |
| 9.         | «My Beautiful Woman»                                | Paul Wiltshire, Victoria Wu                                         | 3:38     |  |
| 10.        | «Safest Place to Hide»                              | Tom Leonard, Robin Lerner                                           | 4:36     |  |
| 11.        | «Siberia»                                           | Martin, Rami, Alexandra                                             | 4:17     |  |
| 12.        | «Never Gone»                                        | Kevin Richardson, Gary Baker, Steve Diamond                         | 3:46     |  |
| 13.        | «Song For The Unloved»                              | Mann, Chris Rojas                                                   | 3:40     |  |
| 14.        | «Rush Over Me»                                      | Howie Dorough, A.J. McLean, Nick Carter, Richardson, Brian Littrell | 3:28     |  |
| 15.        | «Movin’ On» (Bonus Track Japonés)                   | Dorough, Wade Robson, Nate Butler                                   | 3:32     |  |
| 16.        | «Last Night You Saved My Life» (Bonus Track CD+DVD) |                                                                     | 3:26     |  |

## Lista
| Lista (2005)                  | Posición |
| ----------------------------- | -------- |
| U.S. Billboard 200            | 3        |
| UK Album Chart                | 11       |
| Australia ARIA Album Chart    | 6        |
| Canadian Album Chart          | 1        |
| New Zealand RIANZ Album Chart | 21       |
| Swiss Album Chart             | 3        |
| Austrian Album Chart          | 4        |
| French Album Chart            | 19       |
| Dutch Album Chart             | 3        |
| Belgium Flanders Album Chart  | 13       |
| Belgium Walonia Album Chart   | 19       |
| Swedish Album Chart           | 3        |
| Finnish Album Chart           | 5        |
| Norwegian Album Chart         | 20       |
| Danish Album Chart            | 11       |
| Italian Album Chart           | 4        |
| Spanish Album Chart           | 2        |
| Portuguese Album Chart        | 8        |
| Japanese Oricon Album Chart   | 3        |
| Hungarian Album Chart         | 8        |

## Ventas y certificaciones
| País        | Certificación | Ventas     |
| ----------- | ------------- | ---------- |
| USA         | 2x Platino    | 1,000,000+ |
| Japón       | Platino       | 500,000+   |
| Canadá      | Platino       | 100,000+   |
| Reino Unido | Oro           | 100,000+   |
| Australia   | Oro           | 35,000+    |
| Italia      | Oro           | 40,000+    |
| Alemania    | Oro           | 100,000+   |
| México      | Platino       | 500,000+   |
| Suiza       | Oro           | 20,000+    |
| Rusia       | Oro           | 10,000+    |
| Portugal    | Oro           | 10,000+    |
| Irlanda     | Oro           | 7,500+     |
| Taiwán      | Oro           | 7,000+     |